# 國立政治大學文學院

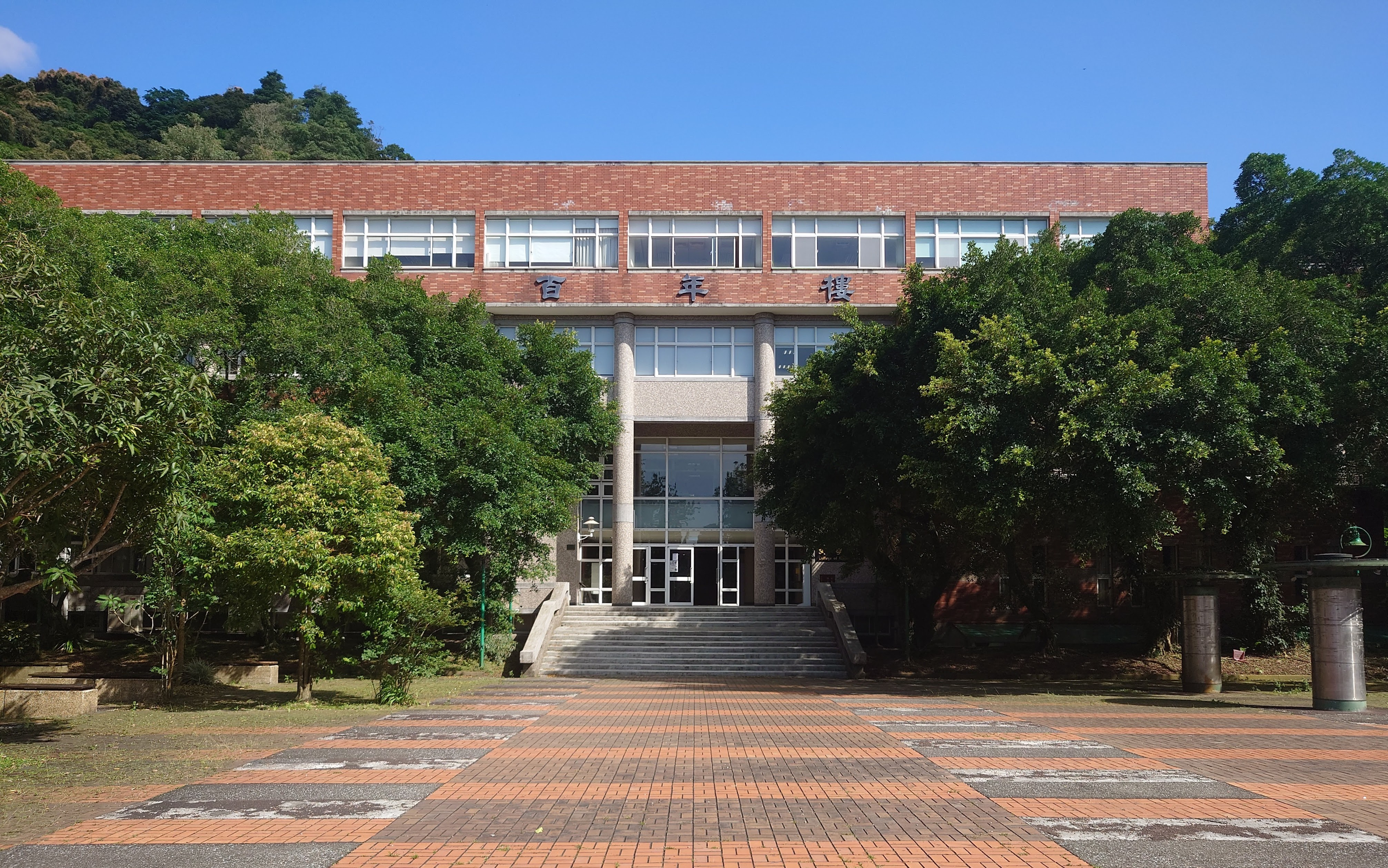
百年樓，目前作為文學院院館

國立政治大學文學院為國立政治大學的學院之一，以人文學科之教學與研究為主。創立於1958年，目前設有中國文學系、歷史學系、哲學系等3個學系，圖書資訊與檔案研究所、宗教研究所、台灣史研究所、台灣文學研究所4個研究所，華語文教學碩士學位學程，並成立九個跨領域研究中心。
文學院為政大在台復校後成立的首批三個學院之一（另兩者為法學院與商學院），曾下轄新聞、教育等系所，並隨發展分出設立外文學院、傳播學院、理學院、教育學院，現今的文學院專注於人文領域研究以及漢學、台灣文史、相關近代史研究的國際學術交流。

## 組織

### 主要系所
| 主要系所 | 中國文學系                     | 歷史學系                     |
| 主要系所 | 哲學系                         | 圖書資訊與檔案學研究所       |
| 主要系所 | 宗教研究所                     | 臺灣史研究所                 |
| 主要系所 | 臺灣文學研究所                 | 華語文教學中心               |
| 主要系所 | 華語文教學碩士學位學程（TCSL） | 國文教學碩士在職專班（CTMA） |

### 研究中心
| 研究中心 | 宗教研究中心       | 現象學研究中心             |
| 研究中心 | 中國近代史研究中心 | 身體與文明研究中心         |
| 研究中心 | 人權史研究中心     | 東亞文學研究中心           |
| 研究中心 | 雷震研究中心       | 民國歷史文化與文學研究中心 |

## 歷任院長
| 任別 | 姓名   | 到任   | 離任   | 備註 |
| ---- | ------ | ------ | ------ | ---- |
| 1    | 吳俊升 | 1958年 | 1959年 |      |
| -    | 高明   | 1959年 | 1960年 | 代理 |
| -    | 劉季洪 | 1960年 | 1961年 | 兼任 |
| 2    | 吳康   | 1961年 | 1964年 |      |
| -    | 劉季洪 | 1964年 | 1965年 | 兼任 |
| 3    | 吳南軒 | 1966年 | 1969年 |      |
| -    | 劉季洪 | 1969年 | 1969年 | 兼任 |
| 4    | 方豪   | 1969年 | 1975年 |      |
| 5    | 徐佳士 | 1975年 | 1983年 |      |
| 6    | 羅宗濤 | 1983年 | 1986年 |      |
| 7    | 王壽南 | 1986年 | 1992年 |      |
| 8    | 林邦傑 | 1992年 | 1994年 |      |
| 9    | 簡宗梧 | 1994年 | 1997年 |      |
| 10   | 張哲郎 | 1997年 | 2000年 |      |
| 11   | 董金裕 | 2000年 | 2003年 |      |
| 12   | 何信全 | 2003年 | 2006年 |      |
| 13   | 王文顏 | 2006年 | 2009年 |      |
| 14   | 周惠民 | 2009年 | 2013年 |      |
| 15   | 林啟屏 | 2013年 | 2017年 |      |
| 16   | 薛化元 | 2017年 | 2021年 |      |
| 17   | 曾守正 | 2021年 | 現任   |      |

## 學術期刊
- 《政大中文學報》[4]
- 《國立政治大學歷史學報》[5]
- 《國立政治大學哲學學報》[6]
- 《臺灣文學學報》[7]

## 道南文學獎
道南文學獎由文學院中國文學系主辦，發起於1982年，當時中文系將學生的作品選輯成專書，以《道南文選》為名出刊。1991年時，增加文學論文的部分，所以於將《道南文選》改稱為《道南文學》。徵文對象僅為在校學生，徵文類別為書評與現代文學包含新詩、散文及短篇小說。

## 附註
1. ↑  . 臺北市: 國立政治大學教務處. 2022年5月28日  [2022年8月13日]. （原始内容存档于2020年11月25日）.
2. ↑   (PDF). 臺北市: 國立政治大學教務處. 2022年3月15日  [2022年8月13日]. （原始内容存档 (PDF)于2022年8月13日）.
3. ↑  . 臺北市: 國立政治大學文學院.   [2014-11-22]. （原始内容存档于2014-11-29）.
4. ↑  . 臺北市: 國家圖書館. 2013年11月4日  [2014年11月21日]. （原始内容存档于2016年11月9日）.
5. ↑  . 臺北市: 國家圖書館. 2013年12月25日  [2014年11月21日]. （原始内容存档于2016年11月9日）.
6. ↑  . 臺北市: 國家圖書館. 2013年12月25日  [2014年11月21日]. （原始内容存档于2016年11月9日）.
7. ↑  . 臺北市: 國家圖書館. 2014年3月10日  [2014年11月21日]. （原始内容存档于2014年11月29日）.
8. ↑   (PDF). 國立政治大學中國文學系. 2016  [2019-10-26]. （原始内容 (pdf)存档于2017-01-11） （中文）.

## 外部連結
- 國立政治大學文學院
- 道南文學獎的Facebook專頁

̼